# Бей Віталій Миколайович
Віта́лій Микола́йович Бей  (нар. Сєверодвінськ, Архангельська область, 4 грудня 1983  — † 3 вересня 2014 Побєда)  — старший лейтенант Збройних сил України.

## Життєпис

2013, Суми. Віталій Бей на святкуванні дня ПДВ

Народився 1983 року в Сєверодвінську. Ріс і навчався в місті Суми. До школи пішов раніше своїх однолітків, навчався у ССШ № 17 (1990  — 2000), попри те, що був молодшим у класі, за свідченням однокласників був неформальним лідером. Однокласники та друзі дали йому прізвисько «Єті», очевидно через фізичну силу. Спорт, військова справа завжди захоплювали Віталія. Він вже в 9-му класі пішов на підготовчі курси до артучилища, а також став кандидатом у майстри спорту з легкої атлетики (з бігу), у школі до цього часу зберігаються його спортивні нагороди. І це не дивно — Віталій завжди обирав активний спосіб життя: робив запливи на байдарці і на свято Хрещення кожен рік пірнав у ополонку, про що казав: «В здоровому тілі, здоровий дух».
| Віталій був енергійний, трудолюбивий, пунктуальний, мав гарні організаційні навички, які були дані ще з дитинства. Одного разу заходжу я за сином після роботи в дитячий садок і спостерігаю картину: вихователька займається своїми справами, а навколо Віталія згуртувалася дітвора і дуже зацікавлено слухала його розповіді, які він вигадує на ходу. А був випадок, коли я привела його після літа в старшу групу в садок, а мені кажуть, що його немає в списках, тому що його вирішили перевести без відому батьків відразу в підготовчу групу, так як він хлопчик розвинений і здібний |,  — розповідає мати Надія.
2000  — 2004  — курсант Військового двічі орденів Червоного Прапора інституту ракетних військ і артилерії імені Богдана Хмельницького Сумського державного університету. Отримав диплом з відзнакою та повну вищу освіту за спеціальністю «Бойове застосування та управління діями підрозділів (частин, з'єднань) Сухопутних військ», здобув кваліфікацію спеціаліста військового управління, офіцера тактичного рівня.
Протягом 2004—2005 років  — командир мінометного взводу 95-ї окремої аеромобільної бригади, де дослужився до звання старшого лейтенанта.
| В артучилищі його призначили писарем, так як він був грамотним, відповідальним, кмітливим. Я пам'ятаю в ті часи, коли у місті вимикали світло, був випадок, коли йому довелося писати при свічках до ранку так як необхідно було виконати доручення командирів |,  — згадує мати.
2004—2007 рр. навчався у Сумському університеті на заочній формі навчання і здобув освіту за напрямом підготовки «Енергетика» та здобув кваліфікацію бакалавра енергетики за фаховим спрямуванням енергетичний менеджмент з профілізації електроенергетичні системи.
2006  — влаштувався працювати в АКБ «ПРАВЕКС — БАНК» охоронцем. Але вже зовсім скоро директор банку, запропонував посаду економіста з кредитування фізичних осіб.
У червні 2009 став співробітником «Технології», де працював друкарем флексографічного друку, чим дуже пишався та цінував дружність колективу. Це було останнім місцем його роботи. Віталію було присвоєно за рішенням Наглядової ради Товариства за особливі заслуги перед підприємством та державою звання "Почесний працівник АТ «Технологія» та 5-й розряд флексографського друку цеху № 2 (посмертно).
Два роки поспіль під час відпусток їздив до Франції та намагався вступити до французького легіону.

2013, Віталій Бей, Суми.

| На жаль не від дуже гарного життя, нашій мамі довелося виїхати на заробітки за кордон, щоб допомогти своїм дітям налаштувати життя. Нам було дуже тяжко без неї, але мій старший брат завжди намагався бути мені і за матір, і за батька. Він завжди хвилювався за мене і я дуже пишаюсь ним. Ніколи не забуду слова, які він завжди нам говорив: «Вірте в мене, і у нас все вийде"! |, — згадує сестра Вікторія.

### На війні
22 березня 2014 — мобілізований.
22.03.2014 — 03.09.2014 рр. — командир взводу управління командира 27 реактивної артилерійської полку 3 дивізіону 9 батареї в/ч А1476.
| Він до останнього не зізнався мамі, що знаходився в зоні АТО. Одного разу, коли вона дзвонила з Італії то почула в трубці звуки схожі на шум гелікоптерів. Але Віталік сказав, що перебуває на навчаннях, в нього все добре і хвилюватись не варто. А щоб не засмучувати її просив нас не казати правду де насправді перебуває | — згадує сестра Вікторія.
Кілька разів приїздив додому у відпустку, під час таких відвідин охрестили сина Єгора.
Мати перша відчула серцем біду і дізналася про смерть свого сина, хоча була за кордоном. Відкрила сайт «Новини Сум» і натрапила на список загиблих.
Старший лейтенант Бей Віталій Миколайович загинув 03.09.2014 року в районі селища Побєда Новоайдарського району Луганської області під час артилерійського обстрілу РСЗВ «Смерч» з території Російської Федерації при виконанні бойового завдання в ході проведення Антитерористичної операції .
Похований у Сумах, Центральне кладовище, на Алеї поховань Почесних громадян.
З рідних залишилися матуся Надія, батько Микола, сестра Вікторія, дружина Наталія та син Єгор.

## Нагороди і вшанування
- За особисту мужність і героїзм, виявлені у захисті державного суверенітету та територіальної цілісності України, вірність військовій присязі під час російсько-української війни, відзначений — нагороджений
- 27 червня 2015  — орденом Богдана Хмельницького III ступеня (посмертно).
- 30.03.2016 р. надано звання «Почесний громадянин міста Суми» (посмертно).
- 19.05.2016 р. в Сумах на фасаді будівлі спеціалізованої школи № 17 (проспект Михайла Лушпи, 18), де навчався Віталій Бей, було встановлено меморіальну дошку.
- Його портрет розміщений на меморіалі «Стіна пам'яті полеглих за Україну» у Києві: секція 4, ряд 7, місце 6
- Вшановується в меморіальному комплексі «Зала пам'яті», в щоденному ранковому церемоніалі 3 вересня[1]